# Christoph Blocher
Christoph Blocher (Schaffhausen, Cantón de Schaffhausen, Suiza, 11 de octubre de 1940) es un político suizo, empresario y exmiembro del Consejo Federal Suizo, originario de las comunas de Schattenhalb, Meilen y Zúrich. Está casado con Silvia Blocher.

## Formación
Contra la voluntad de su padre, efectúa un aprendizaje de agricultor, obteniendo su diploma en la escuela de agricultura de Wüflingen. Aprueba después el bachillerato y estudia Derecho en la Universidad de Zúrich, pasando por Montpellier y París. En 1971 obtiene su doctorado en Derecho.

## Vida política

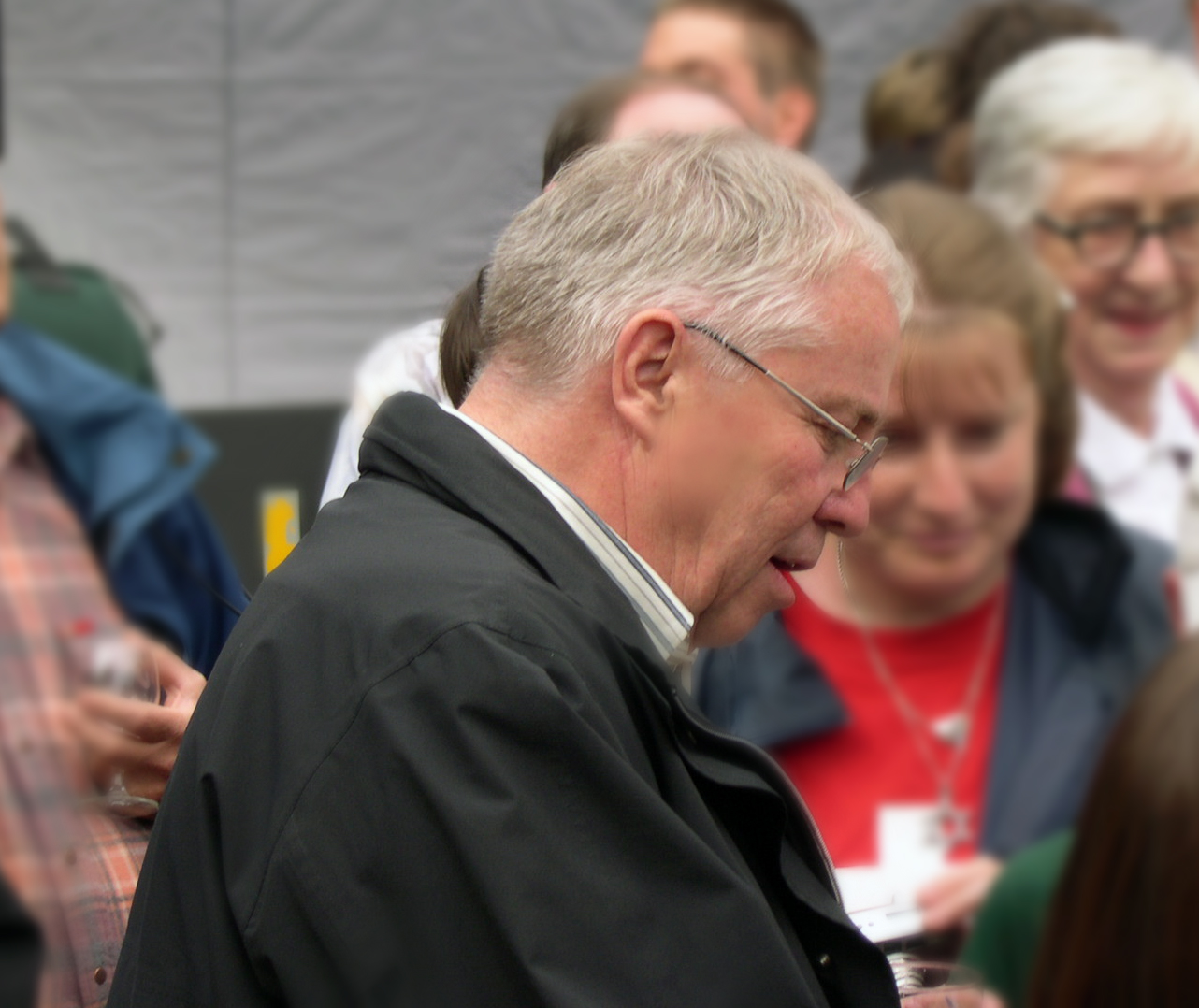
Christoph Blocher en 2005

Christoph Blocher propone un programa conservador y económicamente liberal. Considerado como populista por la mayoría de la prensa latina y de sus detractores, preconiza una política que llama a la protección de los intereses y de las tradiciones suizas y al endurecimiento de la política de inmigración y de asilo, con el fin de proteger la independencia, la prosperidad y la reputación del país, así como la seguridad de la población. 
Fundador de la Acción para una Suiza independiente y neutral (ASIN), rechaza cualquier acercamiento a la Unión Europea y se opone al envío de militares suizos al extranjero, lo que liquidaría según él la neutralidad suiza. Su ascenso político comienza con su victoria solo contra todos, cuando, por votación popular, la población rechazó la adhesión de Suiza al Espacio Económico Europeo (EEE) el 6 de diciembre de 1992. También se opuso sin éxito a la entrada de Suiza a la Organización de Naciones Unidas (ONU) en 2002.
Christopch Blocher ocupó un escaño en el Consejo Nacional desde 1979 hasta su elección al Consejo Federal. Su partido se convirtió en el primer partido del país en 1999, sobrepasando al Partido Socialista. El partido consolidó su posición tras las elecciones del 23 de octubre de 2003 en las que obtuvo 55 escaños en el Consejo Nacional (cámara baja del parlamento) y 8 en el Consejo de los Estados (cámara alta).
Elegido el 10 de diciembre de 2003 en lugar de Ruth Metzler-Arnold del PDC, ocupa un escaño en el Consejo Federal desde el 1 de enero de 2004, cuando es investido como jefe del departamento federal de Justicia y Policía.
A pesar de que las deliberaciones del gobierno tienen un carácter secreto, se pudo constatar que en algunos asuntos Christoph Blocher se oponía a sus colegas. La presencia simultánea en el Consejo Federal de Christoph Blocher y otros políticos de personalidad fuerte, principalmente Micheline Calmy-Rey (PSS) y Pascal Couchepin (PRD), provocó el paso de un gobierno de consenso a un sistema donde las relaciones de fuerza se expresaban de manera más evidente. El principio de colegialidad, sin embargo, establecido en todos los ejecutivos de Suiza, ha sido resquebrajado, lo que no ayudaba al buen entendimiento en el gobierno. 
Christoph Blocher ha impuesto la fusión de la Oficina de Extranjeros con la de los Refugiados. El número de solicitudes de asilo ha disminuido fuertemente durante su primer año en el gobierno (-29%).
El 12 de diciembre de 2007, pierde su reelección al Consejo Federal por 115 votos contra 125 por la consejera de Estado de los Grisones Eveline Widmer-Schlumpf (UDC), presentada por una coalición PS/Verdes/PDC.
Ha sido presidente de la Acción para una Suiza independiente y neutral.

## Vida privada
Como empresario, hizo una gran fortuna en la industria química con la empresa EMS-Chemie Corporation.
En 2003, vendió las acciones de la compañía a sus cuatro hijos. Su hija mayor, Magdalena Martullo-Blocher, se hizo cargo de la dirección de la empresa. La revista 'Bilanz' estima la fortuna de la familia Blocher entre diez y once mil millones de francos suizos, o sea, entre nueve y diez mil millones de euros, lo que la sitúa entre las diez familias más ricas de Suiza.
En 2014, Blocher compró acciones del periódico Basler Zeitung y luego el periódico gratuito Zehnder. Según algunos de sus detractores, su influencia en los medios de comunicación le ha permitido contribuir a desplazar el debate público cada vez más hacia la derecha.